# Thürnhofen (Feuchtwangen)
Thürnhofen ist ein Gemeindeteil der Stadt Feuchtwangen im Landkreis Ansbach (Mittelfranken, Bayern). Die Gemarkung Thürnhofen liegt teils auf dem Gemeindegebiet von Dentlein am Forst, teils auf dem Gemeindegebiet von Feuchtwangen. Sie hat eine Fläche von 3,680 km². Sie ist in 483 Flurstücke aufgeteilt, die eine durchschnittliche Fläche von 7619,50 m² haben. In ihr liegen neben dem namensgebenden Ort die Gemeindeteile Kaierberg und Leichsenhof (zum Teil) und die Neumühle.

## Geografie
Das Kirchdorf liegt fünf Kilometer östlich von Feuchtwangen entfernt. Durch den Ort fließt der Mittelbach, ein rechter Zufluss der Wieseth. Im Süden grenzt das Große Holz an, noch weiter südlich liegt der Dürre Schlag und der Dentleiner Forst. 0,5 km westlich liegt das Mühlholz, 1 km nordöstlich das Muschelholz. Im Norden befindet sich der Trudengrund im Ahornbachtal. Die Staatsstraße 2222 führt nach Heilbronn (2,6 km östlich) bzw. nach Kaierberg (1,6 km östlich). Die Kreisstraße AN 52 führt nach Dentlein am Forst (2,5 km südöstlich). Eine Gemeindeverbindungsstraße führt am Wiegelshof vorbei zur Kreisstraße AN 37 bei Steinbach (3,7 km nordwestlich).

## Geschichte
Der Ortsname bedeutet zum dürren Hof. Der Ort gehörte zu einem ehemaligen Rittergut. Eine Schlossanlage mit Nebengebäuden und die Schlosskirche mit neugotischer Ausstattung und Glockentürmchen bilden den Mittelpunkt des Ortes.
Thürnhofen lag im Fraischbezirk des ansbachischen Oberamtes Feuchtwangen. Im Jahr 1732 bestand der Ort aus 16 Anwesen (1 Gütlein mit Wirtschaft und Backrecht, 1 Gütlein mit Schmiede, 1 Gütlein mit Wagnerei, 1 Gütlein mit Ziegelhütte, 12 Gütlein), 1 Schloss und 1 Gemeindehirtenhaus. Die Dorf- und Gemeindeherrschaft und die Grundherrschaft über alle Anwesen hatte das Rittergut Thürnhofen. An diesen Verhältnissen änderte sich bis zum Ende des Alten Reiches nichts. Von 1797 bis 1808 unterstand der Ort dem Justiz- und Kammeramt Feuchtwangen.
1806 kam Thürnhofen an das Königreich Bayern. Mit dem Gemeindeedikt (frühes 19. Jahrhundert) wurde der Steuerdistrikt Thürnhofen gebildet. Zu diesem gehörten Kaierberg, Neumühle und Schindelmühle. Zugleich entstand die Ruralgemeinde Thürnhofen, die deckungsgleich mit dem Steuerdistrikt war. Sie unterstand in Verwaltung und Gerichtsbarkeit dem Landgericht Feuchtwangen  und in der Finanzverwaltung dem Rentamt Feuchtwangen (1919 in Finanzamt Feuchtwangen umbenannt). Ab 1862 gehörte Thürnhofen zum Bezirksamt Feuchtwangen (1939 in Landkreis Feuchtwangen umbenannt) und von 1943 bis 1973 zum Finanzamt Dinkelsbühl, seit 1973 zum Finanzamt Ansbach. Die Gemeinde hatte 1964 eine Fläche von 3,631 km². Im Zuge der Gebietsreform in Bayern wurde Kaierberg am 1. April 1971 nach Dentlein am Forst eingemeindet und Thürnhofen zunächst nach Aichau und ab dem 1. Januar 1972 nach Feuchtwangen.

### Baudenkmal
- Haus Nr. 54: Schloss Thürnhofen[16], ursprünglich symmetrische Anlage; Hauptbau, zweigeschossiges Gebäude mit Mansardwalmdach, Mittelrisalit mit Zwerchgiebel, erste Hälfte 18. Jahrhundert; Kavaliershaus, zweigeschossiger Walmdachbau mit Dachreiter, Mitte 18. Jahrhundert; Nebengebäude, zweigeschossiger Satteldachbau, 19. Jahrhundert; Wirtschaftshof, eingeschossige Gebäude, teilweise Fachwerk, 1761; mit Ausstattung; Garten mit Gartenfiguren; Toreinfahrt, bezeichnet 1764, und Einfriedung; Schlosskirche, Evangelisch-lutherische Filialkirche, neugotischer Bau, bezeichnet 1878; mit Ausstattung. Kam von dem  württembergischen Premierminister Graf Friedrich Samuel von Montmartin (1712–1778) an dessen Tochter Luise Friederike und deren Ehemann, den kaiserlichen Hofrat Graf Ludwig Karl Eckbrecht von Dürckheim (1733–1774). Von den Grafen Dürckheim ging das Schloss durch Erbschaft auf die jetzigen Besitzer über.[17]

### Einwohnerentwicklung
Gemeinde Thürnhofen
| Jahr      | 1818   | 1840   | 1852   | 1855   | 1861   | 1867   | 1871   | 1875   | 1880   | 1885   | 1890   | 1895   | 1900   | 1905   | 1910   | 1919   | 1925   | 1933   | 1939   | 1946   | 1950   | 1952   | 1961   | 1970   |
| Einwohner | 312    | 403    | 375    | 363    | 398    | 387    | 382    | 371    | 372    | 379    | 373    | 364    | 336    | 343    | 352    | 373    | 382    | 361    | 325    | 539    | 521    | 437    | 345    | 360    |
| Häuser    | 77     | 64     |        |        |        |        | 75     |        |        | 88     | 87     |        | 76     |        |        |        | 79     |        |        |        | 77     |        | 80     |        |
| Quelle    | [ 10 ] | [ 19 ] | [ 20 ] | [ 20 ] | [ 21 ] | [ 22 ] | [ 23 ] | [ 24 ] | [ 25 ] | [ 26 ] | [ 27 ] | [ 20 ] | [ 28 ] | [ 20 ] | [ 29 ] | [ 20 ] | [ 30 ] | [ 20 ] | [ 20 ] | [ 20 ] | [ 31 ] | [ 20 ] | [ 12 ] | [ 32 ] |

Ort Thürnhofen
| Jahr      | 001818 | 001840 | 001861 | 001871 | 001885 | 001900 | 001925 | 001950 | 001961 | 001970 | 001987 |
| Einwohner | 169    | 231    | 191    | 211    | 211    | 183    | 210    | 319    | 195    | 204    | 213    |
| Häuser    | 42     | 30     |        |        | 48     | 37     | 35     | 41     | 45     |        | 54     |
| Quelle    | [ 10 ] | [ 19 ] | [ 21 ] | [ 23 ] | [ 26 ] | [ 28 ] | [ 30 ] | [ 31 ] | [ 12 ] | [ 32 ] | [ 1 ]  |

## Religion
Der Ort ist seit der Reformation evangelisch-lutherisch geprägt und bis heute nach St. Johannis (Feuchtwangen) gepfarrt. Die Einwohner römisch-katholischer Konfession sind nach St. Raphael (Großohrenbronn) gepfarrt.

## Persönlichkeiten
- Ferdinand Eckbrecht von Dürckheim-Montmartin (1812–1891), französischer Jurist
- Friedrich Eckbrecht von Dürckheim-Montmartin (1823–1888), Gutsbesitzer und Abgeordneter zum Österreichischen Abgeordnetenhaus